# 物证
物证是指在民事诉讼時會起某种作用的任何实物，它一般在司法程序（如审判）中作为證據提出，目的是用來证明有争议的事实。

## 美国
在普通法中，如果有人明知证据可能在司法程序中起作用，但却故意篡改、隐瞒或销毁是一种犯罪行为。2004年，當時有32个州的法律認定上述條文中談到的证据一般是指实物证据。美国第九巡回上诉法院裁定，一个人的指纹、笔迹、声音特征、姿势、步伐、手势或血液等都算物證。